# 이혼녀 (1993년 영화)
"이혼녀"는 1993년에 개봉한 대한민국의 영화이다.

## 캐스팅
- 윤정아 : 혜자 역
- 윤철형 : 동진 역
- 김국현 : 동현 역
- 정직한 : 남편 역
- 박대남 : 사내 역
- 유진영 : 지연 역
- 홍정희 : 정희 역
- 황세진 : 세진 역
- 이은숙 : 은숙 역
- 이림 : 의사 역
- 정영국 : 정희남편 역
- 최종술 : 기수 역
- 김도겸 : 남자 1 역
- 전경만 : 남자 2 역
- 최근재 : 건달 1 역
- 한상문 : 건달 2 역
- 김영재 : 건달 3 역
- 송관선 : 강간범 1 역
- 박성만 : 강간범 2 역
- 김홍기 : 강간범 3 역
- 도성호 : 성호 역